# Milenko A. Perović
Milenko A. Perović (Vrbas, 14. novembar 1950 — Novi Sad, 25. decembar 2023) bio je srpski i crnogorski filozof i profesor univerziteta. Perović je osnivač i prvi šef Katedre za filozofiju Filozofskog fakulteta Univerziteta u Novom Sadu. Većinu svojih knjiga i radova posvetio je problematici istorije filozofije, etike i praktičke filozofije. Hegelova filozofija je njegova stalna filozofska preokupacija.

## Biografija
Rodio se u Vrbasu 14. novembra 1950. godine, u kome je pohađao osnovnu školu i gimnaziju. Studije filozofije završava u Beogradu 1974. godine. Doktorsku disertaciju pod naslovom „Vrijednosni sistem i moralna svijest malograđanstva”, pod mentorstvom Milana Kangrge, odbranio je na Filozofskom fakultetu u Zagrebu 1984. godine.
Od 1987. godine, kada je izabran za docenta filozofije, do odlaska u penziju 2016. godine radio je kao profesor filozofskih predmeta (etika, filozofija njemačkog idealizma, praktička filozofija, antička filozofija, filozofija prava, filozofija ekonomije) na Odseku za filozofiju Filozofskog fakulteta u Novom Sadu.
Osnovao je Studijsku grupu za filozofiju i Katedru, a potom i Odsek za filozofiju na Filozofskom fakultetu u Novom Sadu 1988. godine.
Utemeljio je magistarske i doktorske studije filozofije na Filozofskom fakultetu u Novom Sadu.
Suosnivač je filozofskog časopisa „Arhe” koji izlazi na Filozofskom fakultetu u Novom Sadu od 2004. godine.
Suosnivač je Bioetičkog društva Srbije koje djeluje od 2008. godine.
Bio je predsjednik Komisije za standardizaciju crnogorskog jezika koja je 2010. godine objavila Pravopis crnogorskoga jezika i Gramatiku crnogorskoga jezika.
Perović je, 2012. godine, u ponovljenom postupku pravosnažnom presudom osuđen za mobing prema tadašnjem asistentu.
Davao je podršku Milu Đukanoviću a neki mediji su ga optuživali za anti-srpske stavove.
Preminuo je 25. decembra 2023. godine u Novom Sadu.

## Odabrana djela
Objavio je oko sto pedeset filozofskih članaka, preko pet stotina kolumnističkih članaka, kao i 20 knjiga na srpskohrvatskom, odnosno, crnogorskom jeziku, od koji se mogu izdvojiti:
- Svijet malograđanina (Zagreb, 1989),
- Hegel i problem savjesti (Novi Sad, 1989),
- Granica moraliteta (Novi Nad, 1992),
- Problem početka u filozofiji. Uvođenje u Hegelovu filozofiju (Novi Sad, 1992)
- Istorija filozofije (Novi Sad, 1994, 1997, 2003)
- Etika (Novi Sad, 2001)
- Praktička filozofija (Novi Sad, 2004),
- Vrijeme cinizma (Podgorica, 2007),
- Filozofske rasprave (Zagreb 2011),
- Pet studija o Hegelu (Novi Sad, 2012),
- Karakteri. Etička parerga (Podgorica, 2012),
- Filozofija morala (Novi Sad, 2013),
- Filozofski brevijar (Novi Sad, 2014).
- Montenegrinski eseji (Podgorica 2014),
- Studije iz filozofije jezika (Cetinje, 2017).[12]

### Tekstovi
- Der moderne Begriff der Zeit und der Begriff der Geschichte (Über das Fundament der Heidegger'schen Auseinandersetzung mit Hegel, 2007),
- Hegel und die Frage der philosophischen Begründung der Bioethik (2007);[13]
- Das Methodenproblem in der Ethik und Bioethik (2009);[14]
- Die philosophisch-axiologischen Grundlagen der Bioethik (2010);[15]
- Ethik gegen Bioethik (2010);[16]
- Der Begriff des Lebens bei Kant und Hegel (2014).[17]